# یواس‌اس اوکالوسا (ای‌پی‌ای-۲۱۹)
یواس‌اس اوکالوسا (ای‌پی‌ای-۲۱۹) (به انگلیسی: USS Okaloosa (APA-219)) یک کشتی بود که طول آن ۴۵۵ فوت (۱۳۹ متر) بود. این کشتی در سال ۱۹۴۴ ساخته شد.